# Egyptiska väpnade styrkor

De egyptiska väpnade styrkornas emblem.

Egyptiska väpnade styrkor är de största i Afrika och Mellanöstern. År 2020 rankades de som de nionde mäktigaste i världen. De består av den egyptiska armén, egyptiska flottan, egyptiska flygvapnet och egyptiska luftvärnet.
Egypten har dessutom stora paramilitära styrkor. De centrala säkerhetsstyrkorna  kontrolleras av inrikesministeriet och de egyptiska gränsbevakningsstyrkorna samt det egyptiska nationalgardet kontrolleras av försvarsministeriet.